# GDF15
Le GDF15 est une protéine faisant partie de la famille des growth differentiation factors, elle-même, sous-famille des facteurs de croissance de transformation de type bêta1 (TGF bêta 1). Son autre nom est le MIC1 (« macrophage-inhibitory cytokine 1 ». Son gène est le GDF15 situé sur le chromosome 19 humain.

## Fonctions
Le GDF15 joue de multiples rôles, en particulier dans les cancers, l'inflammation, les maladies cardiovasculaires. Son élévation entraîne une anorexie avec cachexie.
Dans les macrophages, sa production est stimulée par l'interleukine 1 bêta, le Facteur de nécrose tumorale (TNF-alpha), l'interleukine 2 et le « macrophage colony-stimulating factor ». Le GDF15 inhiberait la production de TNF-alpha.
Au niveau cardiaque, son expression serait stimulée par une ischémie myocardique, par exemple lors d'un infarctus du myocarde. Le GDF15 jouerait alors un rôle protecteur, diminuant en particulier l'apoptose (mort programmée) des cellules cardiaques. La FSTL-1 (follistatin-like 1) stimulerait également la production de GDF15 au niveau de la cellule myocardique ischémique. En dehors de toute ischémie, il limiterait l'évolution vers une cardiopathie hypertrophique en cas de surcharge de pression, probablement par l'intermédiaire de la voie de signalisation des Smad. Il inhibe le recrutement des granulocytes par activation des intégrines de ces derniers.

## En médecine
L'élévation du taux de GDF15 serait un marqueur de risque de décès et d’évènements cardiaques graves au cours d'un syndrome coronarien aigu ST-. Il serait même l'un des meilleurs marqueurs de risque (avec la NTproBNP). Cette élévation pourrait influencer le traitement puisqu'une revascularisation des artères coronaires abolit ce sur-risque essentiellement en cas de taux très augmenté.
Son taux serait également un marqueur de risque de décès ou d'accidents graves en cas d'insuffisance cardiaque ou de chirurgie cardiaque ou lors d'un sepsis, ou d'une infection à COVID-19. Son augmentation avec le temps est corrélée à la mortalité chez les personnes âgées vivant en institution. Il serait, en particulier, indicateur du risque de survenue d'un cancer chez la personne âgée.
Sécrété par le placenta du foetus, il serait responsable des nausées de la femme enceinte, un syndrome touchant jusqu’à 70 % des grossesses.
Le ponsegromab est un anticorps monoclonal ciblant le GDF15. En cours de test dans la cachexie des cancers, il permet un gain de poids ainsi qu'une amélioration des symptômes. 